# Milán-San Remo 1971
La Milán-San Remo 1971 fue la 62.ª edición de la Milán-San Remo. La carrera se disputó el 19 de marzo de 1971, siendo el vencedor final el belga Eddy Merckx, que se impuso en solitario en la meta de San Remo. De esta manera ganaba su cuarta edición de la Milán-San Remo. 
Tras la ceremonia, Merckx partió inmediatamente hacia Bélgica para depositar las flores recibidas en el ataúd de Jean-Pierre Monseré. El entonces campeón mundial de la UCI había fallecido unos días antes durante una carrera de preparación para la Milán-San Remo.

## Clasificación final
| Posición | Ciclista               | Equipo          | Tiempo     |
| -------- | ---------------------- | --------------- | ---------- |
| 1        | Eddy Merckx            | Molteni-Arcore  | 7h 21' 20" |
| 2        | Felice Gimondi         | Salvarani       | + 30"      |
| 3        | Gösta Pettersson       | Ferretti        | m. t.      |
| 4        | Roberto Ballini        | Ferretti        | m. t.      |
| 5        | Joseph Bruyère         | Molteni-Arcore  | + 38"      |
| 6        | Joseph Spruyt          | Molteni-Arcore  | + 45"      |
| 7        | Gianni Motta           | Salvarani       | + 47"      |
| 8        | Roger Rosiers          | Bic             | + 1' 22"   |
| 9        | Albert van Vlierberghe | Ferretti        | m. t.      |
| 10       | Yves Hézard            | Sonolor-Lejeune | + 2' 01"   |